# Kinuyo Tanaka
Kinuyo Tanaka (jap. 田中 絹代 Tanaka Kinuyo; ur. 28 listopada 1910 w Shimonoseki, zm. 21 marca 1977) – japońska aktorka i reżyserka filmowa. 

## Życiorys
Tanaka urodziła się w Shimonoseki w prefekturze Yamaguchi. 
Pierwszą rolę dostała w filmie Yasujirō Ozu Co z tego, że mam dyplom (1929). Rok później zagrała główną rolę w Aiyoku no ki, a w 1931 wystąpiła w pierwszym japońskim filmie dźwiękowym – Sąsiadka i żona w reżyserii Heinosuke Gosho.
Była ulubioną aktorką Kenji Mizoguchiego. Zagrała w piętnastu z jego filmów, w tym Życie Oharu (1952), Opowieści księżycowe (1953) oraz Zarządca Sanshō (1954). Zagrała też matkę Noboru Yasumoto w Rudobrodym (1965) Akiry Kurosawy. 
Za rolę w Sandakan nr 8 (1975) w reżyserii Kei Kumai otrzymała Srebrnego Niedźwiedzia dla najlepszej aktorki na 25. MFF w Berlinie. Rok później nakręciła swój ostatni film – No Misaki (1976).
Tanaka była pierwszą kobietą w Japonii, która zajęła się reżyserią filmową. Jej debiutem reżyserskim był Koibumi (1953). Nakręciła sześć filmów fabularnych.